# The Weather Underground
The Weather Underground é um filme-documentário estadunidense de 2002 dirigido e escrito por Sam Green e Bill Siegel, que segue as ações do grupo de extrema-esquerda Weather Underground. Foi indicado ao Oscar de melhor documentário de longa-metragem na edição de 2004.